# Wolfgang Heinrich (Künstler, 1921)
Wolfgang Heinrich (geb. 29. September 1921 in Löbstedt; gest. 9. Februar 2019) war ein Jenaer Maler, Grafiker und Werkzeugmacher, der lange Zeit bei Carl Zeiss angestellt war.

## Leben
Heinrich interessierte sich schon als Kind für Kunst und wünschte sich, Maler zu werden. Auf den Rat seiner Großmutter lernte er aber nach der Schule in den Jahren 1936–39 den Beruf des Werkzeugmachers bei Zeiss. 1942 wurde er eingezogen und kehrte 1950 aus der Kriegsgefangenschaft nach Jena zurück, wo er seine Arbeit bei Zeiss wieder aufnahm. 1960 wechselte er als Grafiker in die Abteilung „Arbeitsdirektion“ bei Zeiss, wo er Gebrauchsgrafiken wie Plakate oder Wandzeitungen anfertigte. In den 60er-Jahren schloss er ein Fernstudium in Malerei und Grafik ab. Danach, im Jahr 1966, war er einer der Gründer der Förderklasse für Malerei und Grafik in Rudolstadt, wo der bis 1981 tätig war. Außerdem leitete er seit 1971 einen Malzirkel in Jena, der zunächst bei Zeiss und nach der Wende beim Deutschen Roten Kreuz angesiedelt war. In den 1970er-Jahren half er Kurt Hanf bei zahlreichen Wandmalereien an Jenaer Schulen und Kulturstätten. 1981–86 kopierte er die spätmittelalterlichen Fresken der Kirche St. Nikolai in Lichtenhain. Heinrich blieb auch im Ruhestand künstlerisch aktiv, bis er im Frühjahr 2019 starb. Sein Nachlass wurde dem Stadtmuseum Jena vermacht.
In seiner Arbeit porträtierte Heinrich häufig die Stadt Jena und die nähere Umgebung. Er arbeitete in verschiedenen Medien und erstellte beispielsweise Aquarelle, Ölgemälde, Linolschnitte und Zeichnungen.

## Ausstellungskatalog
- Wolfgang Heinrich: Landschaftsträume : Jena und Umgebung in Bildern. Hrsg.: André Nawrotzki. DominoPlan, Jena 2014, ISBN 978-3-9816311-5-9.